# Amor prohibido (песня)
«Amor Prohibido» (с исп. — «Запретная любовь») — песня американской певицы Селены из одноимённого альбома (1994), выпущенная 13 апреля 1994 года на лейбле EMI Latin в качестве первого сингла с пластинки. Авторами композиции, помимо самой Селены, выступили её брат и продюсер Эйби Кинтанилья и бэк-вокалист Пит Астудильо. «Amor Prohibido» — песня в стиле танцевальной поп-музыки и техано-кумбии. Тематика песни, по мнению многих авторов, музыковедов и журналистов, связана с проблемами, с которыми сталкиваются представители ЛГБТ-сообщества. В наиболее популярной интерпретации композиция сравнивается с историей Ромео и Джульетты.
«Amor Prohibido» получила положительные отзывы критиков, назвавших её одним из самых популярных синглов Селены. Песня находилась на вершине американского хит-парада Billboard Hot Latin Songs и стала самым успешным латиноамериканским синглом 1994 года. Вскоре ей был семь раз присвоен платиновый статус, означающий продажи в 420 000 экземпляров. В 2012 году вышла новая версия трека, записанная при участии мексиканского певца Само, которая закрепилась на восьмой строчке чарта Latin Pop Songs.

## История создания
Во время записи четвёртого студийного альбома Amor Prohibido Селена решила написать песню, основанную на истории её бабушки и дедушки, которые влюбились друг в друга, несмотря на разную социальную принадлежность. Певицу вдохновили любовные письма её бабушки, в которых она рассказывала о своём опыте служанки в семье богатых людей и о влюблённости в их сына. Несмотря на принадлежность к разным сословиям, им всё же удалось выстроить друг с другом отношения и быть вместе. Селена предложила своему брату и продюсеру Эйби Кинтанилье написать об этом песню, и вскоре они вместе с бэк-вокалистом Питом Астудильо начали работать над треком. «Amor Prohibido» была записана на студии в Сан-Антонио. Муж Селены Крис Перес в своих мемуарах 2012 года писал, что во время записи он почувствовал разницу между голосом Селены на «Amor Prohibido» и песнях из альбома Entre a Mi Mundo (1992). По его словам, голос Селены стал «богаче и более зрелым, чем раньше», в результате чего её вокал был намного сильнее и эмоциональнее.
Во время записи трека, Селена, сымпровизировав, произнесла после припева композиции фразу «oh baby»; по мнению брата певицы, без этой части песня была бы совершенно другой. В 2002 году в одном из интервью Эйби Кинтанилья рассказал, что хотел выпустить в качестве первого сингла из Amor Prohibido композицию «Bidi Bidi Bom Bom», о Селена и руководители лейбла EMI Latin настояли на «Amor Prohibido». Релиз сингла состоялся 13 апреля 1994 года в США и Мексике.

## Музыкальный стиль

### Музыка
«Amor Prohibido» — песня на испанском языке в стиле техано-кумбии и танцевальной поп-музыки. Композиция написана в тональности ми минор в тактовом размере 4/4 в среднем темпе в 90 ударов в минуту. В ней используется нисходящий клавишный хук. Марио Тараделль из The Dallas Morning News назвал песню синтезаторной кумбией и отметил, что трек хорошо запоминается. Он также отнёс трек к стилю техано и поп-музыке. Рецензент Daily Democrat выделил в песне сочетание модернизированной версии кумбии с гитарами, аккордеонами, бас-гитарами и ударными. Пол Верна из журнала Billboard назвал трек «горячей кумбией», а Джон Ланнерт из того же журнала отозвался о нём как об «энергичном». По словам Эйби Кинтанильи, песня «неслучайно» была выдержана в стиле сальсы, который он назвал cencerro: он полагал, что благодаря этому продажи её записей от 25 000—30 000 взлетели до 500 000 экземпляров.

### Текст песни
Существует несколько интерпретаций текста этой песни. Музыковед Говард Блюменталь назвал «Amor Prohibido» историей о «запретной любви» непривилегированной девушки, которая отделена от своего возлюбленного социальным классом и понимает, что настоящая любовь имеет большое значение. Марко Торрес из Houston Press заметил сходство между историей, описываемой в тексте, и отношениями Селены с Крисом Пересом; её отец и менеджер Авраам Кинтанилья-младший изначально был против того, чтобы они встречались.
«Amor Prohibido» стала гимном в ЛГБТ-сообществе. В 2009 году Дебора Паредес в своей книге Selenidad написала, что текст песни нашёл отклик у представителей этого сообщества. Эту точку зрения разделила Эмма Перес, которая отметила, что композицию хорошо приняли в ЛГБТ-сообществе и сочли её самой популярной среди дрэг-квин в ночных клубах. Алехандра Молина из Orange County Register посчитала, что в песне затрагивается тема любви, которая запрещена из-за сексуальной, классовой или расовой принадлежности человека.
Другие музыкальные критики сравнивали песню с историей любви Ромео и Джульетты, при которой общество выступало против отношений, основанных на социально-экономическом статусе. Элли Д. Эрнандес в своей книге о культуре чикано написала, что в «Amor Prohibido» рассматривается «социокультурное желание, которое выходит за рамки романтической любви». По мнению Эрнандес, центральная тема песни — классовое и расовое социальное разделение, которое «отделяет [Селену] от её возлюбленного». Эрнандес также писала, что текст песни повествует о современных общественных взглядах на романтические отношения, и что человек должен «жить в соответствии» с этими взглядами или столкнуться с «эмоциональным изгнанием из [своей] семьи и культуры». «Рисковать всем ради этой любви — вовсе не невинный выбор, а решение, требующее свободы воли и сознательности, которое начинается как следствие запретного» — считает автор.

## Позиции в чартах
| Чарт (1994)                                | Высшая позиция |
| ------------------------------------------ | -------------- |
| США (Hot Latin Songs)                      | 1              |
| США (Regional Mexican Airplay)             | 5              |
| Чарт (2012—2013)                           | Высшая позиция |
| США (Latin Pop Airplay) (дуэт с Само)      | 8              |
| США (Hot Latin Songs) (дуэт с Само)        | 23             |
| США (Mexico Espanol Airplay) (дуэт с Само) | 33             |

| Чарт (1994)           | Высшая позиция |
| --------------------- | -------------- |
| США (Hot Latin Songs) | 1              |

| Чарт (2016)           | Высшая позиция |
| --------------------- | -------------- |
| США (Hot Latin Songs) | 46             |

| Страна | Сертификат    | Продажи |
| ------ | ------------- | ------- |
| США    | 7x платиновый | 420 000 |